# Rue Ogniard
La rue Ogniard  est une ancienne rue qui était située dans l'ancien 6e arrondissement de Paris, qui a été absorbée lors de sa fusion par la rue de La Reynie.

## Origine du nom
L'origine du nom n'est pas connue, on[Qui ?] sait seulement que sa dénomination actuelle[Quand ?] est une altération linguistique[réf. nécessaire].

## Situation
La rue Ogniard, d'une longueur de 50 mètres et située dans l'ancien 6e arrondissement, quartier des Lombards, commençait aux 35-37, rue Saint-Martin et finissait aux 22-24, rue des Cinq-Diamants.
Les numéros de la rue étaient rouges. Le dernier numéro impair était le no 5 et le dernier numéro pair était le no 8.

## Historique
Cette rue a porté deux noms, d’où sont dérivées toutes les altérations suivantes :
- en 1260, 1273 et 1300, elle portait le nom de « rue Amauri-de-Roissi » ou « rue Amauri-de-Roussi ». Elle est citée dans Le Dit des rues de Paris de Guillot de Paris sous le nom de « rue Amauri-de-Roussi ». Mais on la trouve sous d'autres formes plus variées et défigurées comme « rue Amauri-de-Rossi », « rue Emauri-de-Roissi » et « rue Marie-de-Poissy » ;
- en 1465, la « rue Amaury de Roissy et d’Oignat » est appelée « rue Ploignard »[3] ;
- en 1493, on trouve cette rue sous le nom de « rue Oignat » et, en 1495, sous celui de « rue Hoignart ». On la trouve ensuite sous d'autres formes plus variées et défigurées comme « rue Hungart », « rue Hougnard », « rue Oniard », « rue Ognard », « rue Oignac », « rue Aniac », « rue Haumard » et « rue Hauniard ». Finalement, le nom de « rue Ogniard » a prévalu.

En 1702, la rue, qui fait partie du quartier de Saint-Jacques-de-la-Boucherie, comporte 6 maisons et 1 lanterne.
Une décision ministérielle du 18 vendémiaire an VI (9 octobre 1797), signée Letourneux, fixe la largeur de cette voie publique à 6 mètres. Cette largeur est portée à 13 mètres en vertu d'une ordonnance royale du 19 juillet 1840 ; toutefois, en 1844, cette rue n'avait que 2,5 mètres de largeur.
En 1851, la rue Ogniard est réunie et absorbée pour former l'actuelle rue de La Reynie.